# استشاري (طب)
الاستشاري (بالإنجليزية: Consultant)‏ هو لقب يطلق في المملكة المتحدة وأيرلندا وبعض دول الكومنولث وغيرها على الطبيب أو الجراح الاختصاصي بعد إتمامه كل دراساته التخصصية، وهي أرفع درجة في سلم التدرج الوظيفي للأطباء والجراحين، وتعادلها في الولايات المتحدة الأمريكية درجة الطبيب المعالج. والاستشاري هو قائد الفريق الطبي، وتوكل إليه المسؤولية الشخصية الكاملة في علاج المرضى الذين يحالون إليه.
الهدف الأساسي للاستشاري هو استخدام معرفته ومهاراته التخصصية لتشخيص وعلاج المرضى، كما تقع عليه المسؤولية السريرية النهائية لرعايتهم. في المملكة المتحدة يجب على الطبيب أن يكون مسجلاً اختصاصيًا قبل أن يُعين استشاريًا أساسيًا في الخدمة الصحية الوطنية (NHS). يستلزم هذا عادةً الحصول على شهادة إتمام التدريب (CCT) في أي من التخصصات المعترف بها، ولكن قد يُعفَى الأكاديميين ذوي المنشورات الجليلة والسمعة الدولية من هذا المطلب، على أمل أنهم سيمارسون في مستوى طبي يتطلب خبرة علمية وتخصصا عاليا. قد تعطى مواعد طبية لمختص شاغر، ولمدة محدودة لأولئك الذين لديهم خبرة سريرية، حتى في غياب المؤهلات أو الشهادات العليا.

## التعريف

### اللجنة المركزية للاستشاريين والمتخصصين / الرابطة الطبية البريطانية
وافقت اللجنة المركزية للمستشارين والمتخصصين (CCSC)، وهي لجنة دائمة تابعة للرابطة الطبية البريطانية BMA، على التالي كوصف عام لمهام الاستشاريين:
«في المقام الأول، يقدم الاستشاريون رعاية سريرية متخصصة، عادة ضمن فريق، يتضمن ذلك امكانية تحديد الحالات الأكثر تعقيدًا في تخصصهم وإدارتها (التشخيص وقرارات الإدارة والحالات الصعبة، بما في ذلك الحالات التي تبدو بسيطة لكنها تتحمل نسبة عالية من المضاعفات في أيدي أقل خبرة). يضاف إلى ذلك مشاركتهم أيضًا في إدارة الأقسام والقرارات الإدارية والتدريس والتدريب والبحث وتطوير الخدمات المحلية والمشاركة عمومًا في الإدارة والقيادة الأوسع للمنظمات التي يعملون فيها، ونظام الخدمات الصحية الوطنية بشكل عام.»

### كوهن Cohn
يذكر ستيفن كوهن أنه «يجب على الاستشاري محاولة دعم الطبيب الموجه للإحالة من جهة والتخفيف على المريض من جهة أخرى».

## المسؤوليات
في المملكة المتحدة وأيرلندا يقود الاستشاري عادةً فريقاً من الأطباء يتألف من مسجلين متخصصين Specialty Registrars وأطباء Foundation Doctors، وجميعهم يتدربون للعمل في تخصص الاستشاري. يشاركهم أطباء آخرون من «الدرجة المهنية» مثل المساعدين السريريين والزملاء السريريين. هنالك أيضا العديد من الأدوار الرئيسية الأخرى في عمل المستشفيات والخدمة الصحية بشكل عام في فرق الاختصاصيين.

## التحديات

### فترة الاستشارة والجودة
عند الحديث عن رعاية المرضى، فإن الفترة المحددة للاستشارة موضوع مثير للجدل، حيث تعد جودة التواصل أمرًا أساسيًا ومحددا لمقدار الوقت الذي يقضيه الاستشاري مع العميل.

### المهارات والأدوار المتعددة
استنتج سيندرمان وسوير في كتابهما «العالِم كاستشاري»، أن المستشار (العلمي) يكون ناجحًا، إذا كان هو أو هي قد «حقق مزيجًا عملياً من الكفاءة التقنية ومهارات العمل»، حيث تعني «الكفاءة التقنية» التميز في الكفاءة والمصداقية، والتواصل الفعال مع الزملاء والقدرة على التفاوض.

### تحديات مجال العمل
إضافة غلى تحديات العمل العامة، يواجه الاستشاريون تحديات خاصة بمجالهم. ففي الاستشارات الطبية، تعد المشاعر والمعتقدات والمواضيع الحساسة وصعوبة التواصل وتوضيح مستقبل الحالة أو توقعات المرضى خصوصا في الأمراض الخطيرة من أبرز التحديات التي يواجهها الاستشاري.

## التدريب
يعتمد الوقت المطلوب ليصبح الطبيب استشاريًا على عدد من العوامل، ولكن أولاها هو التخصص المختار. تتطلب بعض التخصصات تدريباً أطول، أو قابلية أكبر على المنافسة، وبالتالي قد يستغرق التدريب كاستشاري وقتاً أطول. أما في تخصصات أخرى، فقد يكون من السهل نسبيًا التقدم، ومن الممكن حينئذ أن يصبح الطبيب استشاريًا في وقت مبكر جدًا من حياته المهنية. بعد بدء تشغيل تحديث الوظائف الطبية (في أوائل عام 2007)، حُدّدت مدة التدريب لغالبية الأطباء، بحوالي تسع سنوات.

## التعاقد
يعمل معظم الاستشاريين بموجب عقد طويل الأجل مع واحد أو أكثر من المستشفيات. هنالك ألقاب مختلفة (مثل استشاري أول، مدير سريري، مدير طبي، مستشار رئيسي وما إلى ذلك) للاستشاريين الذين لديهم مسؤوليات خاصة للإدارة الشاملة للمستشفى أو جزء منها.
في المملكة المتحدة، يحق لجميع الأطباء بمن فيهم الاستشاريون القيام بعملهم الطبي الخاص. وبينما يفضل البعض العمل الخاص في العيادات. يستخدم آخرون وقتهم للاستمرار بعملهم في NHS.
قد يُوظف أطباء آخرين كمستشارين محليين - قد يكونون بدون شهادة اختصاصية، أو قد حصلوا للتو على هذا المؤهل، وآخرون تقاعدوا من عقودهم المطولة، وآخرون ممن يرغبون في استخدام جزء من إجازتهم السنوية لأجل مكاسب إضافية - وهم يتحملون نفس المسؤولية السريرية، ولكنهم عادة بعقود ثابتة وقصيرة الأجل.